# ピーター・ポマランツェフ

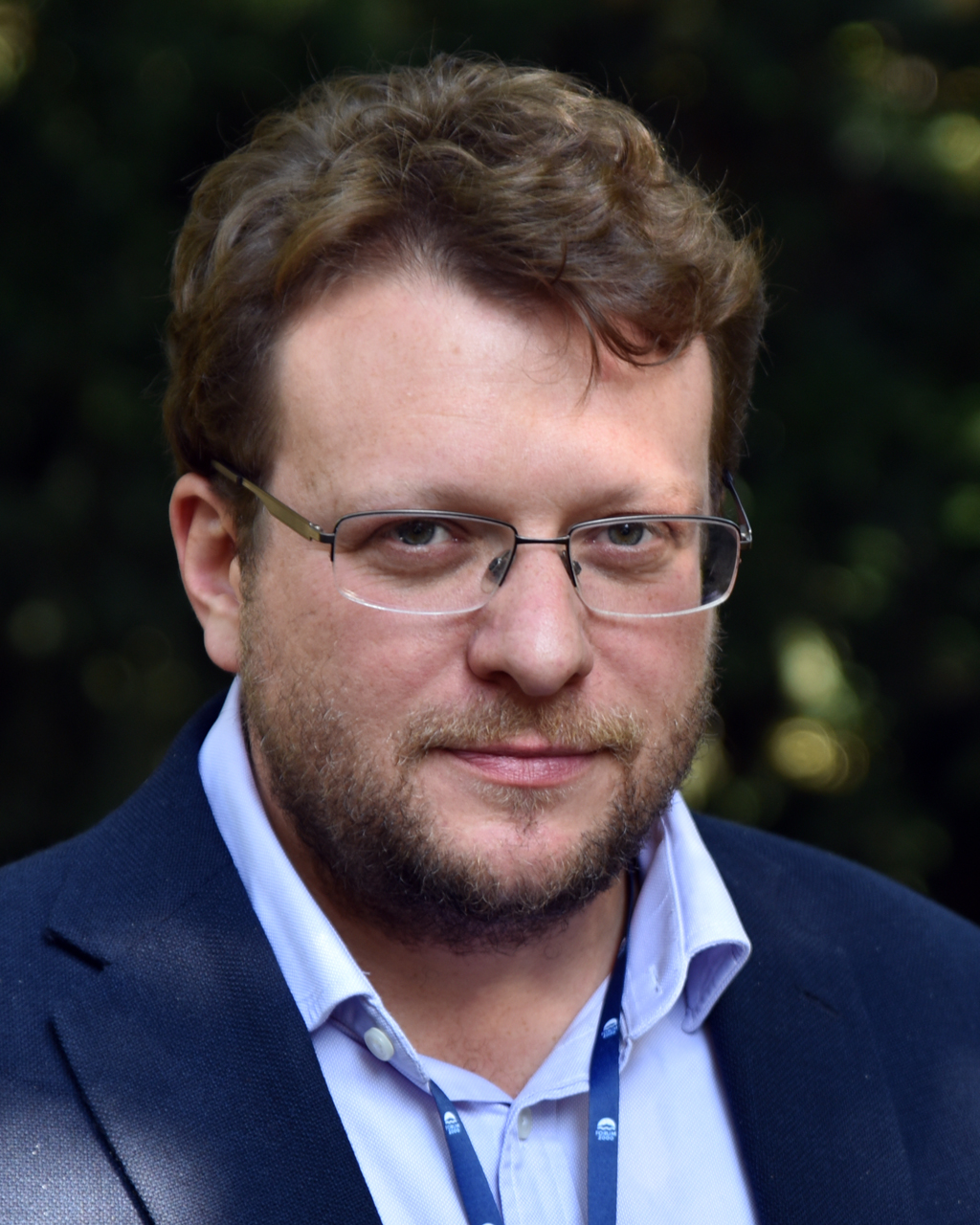
ピーター・ポマランツェフ (2019年)

ピーター・ポマランツェフ（Peter Pomerantsev ウクライナ語: Пітер Померанцев、1977年-）は、イギリスのジャーナリスト、著作家、TVプロデューサー。旧ソ連・ウクライナの首都キーウ出身。

## 来歴
父のイゴール・ポマランツェフの反体制的な行為のために1978年にウクライナを離れ、1980年からはイギリスに居住。中等教育をウエストミンスター校とミュンヘンの「ヨーロピアンスクール」で送り、その後エジンバラ大学で英文学とドイツ語を専攻する。2001年からロシアに渡り、シンクタンクで働いたり、EUからロシアに送り込まれたコンサルタントの助手などを務めた。2006年から2010年までテレビ局TNTで番組制作に携わる。2011年にイギリスに戻ってからは、ジャーナリストおよびLSEのヴィジティング・シニア・フェローなどとして活躍。「プロパガンダ論」のオーソリティーと見なされている。2014年の著書 ”Nothing is True and Everything is Possible” により、英国王立文学協会オンダーチェ賞を受賞。同書は2018年に日本でも翻訳が刊行された。2019年の著書 ”This Is Not Propaganda: Adventures in the War Against Reality” もピーター・ポメランチェフの表記で翻訳されている。

## 著書
- Nothing Is True and Everything Is Possible: The Surreal Heart of the New Russia
- プーチンのユートピア――21世紀ロシアとプロパガンダ　池田年穂訳、 慶應義塾大学出版会　324ページ、2018年
- This Is Not Propaganda: Adventures in the War Against Reality